# Ruslan Gončarov
 Ruslan Gončarov  (rus. Руслан Гончаров; rođen 20. januara, 1973. u Odesi, Ukrajina) je ukrajinski umetnički klizač. Trenutno se takmiči u kategoriji plesa sa partnerkom Elenom Grušinom. Počeli su zajedno da kližu 1990. godine. Par je osvojio bronzanu medalju na Zimskim olimpijskim igrama 2006.. u Torinu, posle koje su se i povukli.
On i Grušina su venčani od 1995.

## Rezultati
(sa Grušinom)
1994.
- Svetsko prvenstvo – 18.

1995.
- Evropsko prvenstvo – 14.
- Svetsko prvenstvo – 22.

1996.
- Evropsko prvenstvo – 13.
- Svetsko prvenstvo – 16.

1997.
- Evropsko prvenstvo – 13.

1998.
- Olimpijada – 15.
- Svetsko prvenstvo – 13.

1999.
- Evropsko prvenstvo – 7.
- Svetsko prvenstvo – 8.

2000.
- Evropsko prvenstvo – 8.
- Svetsko prvenstvo – 7.

2001.
- Evropsko prvenstvo – 7.
- Svetsko prvenstvo – 8.

2002.
- Evropsko prvenstvo – 8.
- Olimpijada – 9.
- Svetsko prvenstvo – 6.

2003.
- Evropsko prvenstvo – 4.
- Svetsko prvenstvo – 5.

2004.
- Evropsko prvenstvo - BRONZA
- Svetsko prvenstvo – 4.

2005.
- Evropsko prvenstvo - SREBRO
- Svetsko prvenstvo - BRONZA

2006.
- Evropsko prvenstvo - SREBRO
- Olimpijada - BRONZA